# 中村せん・りつ
中村せん（なかむら せん）と中村りつ（なかむら りつ）は、必殺シリーズの登場人物である。それぞれ同シリーズの主要人物である中村主水の姑と妻であり、姑のせんを菅井きんが、妻のりつを白木万理が演じた。
このページでは中村家についても解説する。

## 概要
中村主水（藤田まこと）の家族である。婿養子で立場の弱い主水への婿いびりが恒例で、仕事人シリーズの各回は中村家のシーンのストップ モーションで終わるというのが基本的な構成になっていた。シリーズ第2作『必殺仕置人』で初登場。『仕置人』と第4作『暗闇仕留人』は全く登場しない回があったが、第6作『必殺仕置屋稼業』にレギュラー出演したことで、以降の主水シリーズの構成がほぼ出来上がった。
必殺シリーズのプロデューサーを務めた山内久司は、シリーズ第1作『必殺仕掛人』の構想時からシリーズのホームドラマ要素を強く望んでいた。中村家はその具現化であり、山内はせんとりつを「必殺の一番の特徴」と評している。暗殺者を主人公とする作品のもつ暗さとは対照的な中村家でのコメディータッチなやり取りは深作欣二、工藤栄一など初期シリーズの監督たちからは作品の完成度を損なうものとして拒絶されたが、山内は押し通したという。山内はこのやり取りがストーリー上は全く無駄なものであることを認めつつ、シリーズが成功を収め長く人気を得られたのはこのホームドラマ要素のおかげであると述べている。
外出も含めて基本的に二人で行動しており、登場シーンも二人一緒が圧倒的に多い。
それぞれの名前の由来は「戦慄」より。『必殺仕事人』第3話で『ババァの名前がせん、カカァがりつ。二人合わせて戦慄とくりゃ、こっちは生きてるのが精一杯だ』と主水がそれをネタに会話をする事があった。菅井と白木は必殺シリーズ終了直前まで、このことに気付かなかったという。

## 中村家
代々、江戸町奉行所の同心を勤めてきた家柄である。現当主の中村主水は娘婿である。先代（せんの夫）の名も主水であるが、当代との直接的な関係性は描写されていない。先々代当主の名も同じく主水（百官名）である。
先代の主水はせんとの間にりつ、たえ（妙心尼)、あや（糸井あや）の娘 3人と男子 1人を儲ける。そして先代は失踪する。せんはその後、女手一つで子供を育てたが跡取りの男子が早死にしたため、りつの娘婿として遠縁にあたる北大路主水が中村家当主として迎えられた。
『必殺仕事人2010』で主水に西方赴任の命が下り、江戸を去った。

## 中村せん
先々代当主、主水の娘。先代当主、主水の妻。現当主、主水の妻りつの実母であり、主水の義理の母、姑に当たる。
早くに夫を失い、女手一つで子供たちを育てあげた。典型的な鬼姑で、娘婿の主水のあまりにも怠惰な生活ぶりに手を焼いている。このだらしない娘婿を「ムコ殿!」と叱責し、他家の婿や主水の同僚の出来の良さを引き合いに現状を嘆いたり、あるいは中村家の由緒云々を長々と語り、先祖のあっぱれな言行と主水の失敗を比較したりするのが決まったパターンである。もっとも、せんからすれば主水に当主として立派に振舞ってほしいとの思いからの叱責である。
菅井きんの当たり役となったが、せんのイメージが強すぎて、娘の縁談が破談になる事を恐れ、『新・必殺仕置人』のクランクイン直前に降板を希望したことがある。この時は制作スタッフが菅井に配慮し、菅井が出演しない非主水シリーズの「必殺からくり人」、「必殺からくり人・血風編」を放映した。結果として降板を避け、娘の縁談は無事に成功したというエピソードがある。

## 中村りつ
現当主、主水の妻である。先代当主の主水とせん夫妻の長女。
せんによると見合いの席で一目惚れして、北大路主水を婿養子に迎えたとのことである。夫の怠惰な性格には母のせん共々、呆れており、一緒に叱責するのが常だが、せんとは異なり、陰でフォローすることもある。また、主水の細面で馬面の容姿をせんは貶すことがあるが、りつにとってはそれが好みらしい。よって、二人だけの時には甘えたりもしている。ただし、せんと二人で、主水のへそくりをせしめたり、高価な着物を無断で購入したりしていることも事実である。
りつを演じた白木は、かつてはお色気女優の白木マリとして知られており、主水が登場する以前の『必殺仕掛人』の第2話で女郎のおれん役として既に出演していたが、りつ役を演じることで時代劇女優のイメージが定着した。お色気女優として活躍していた事の名残から、主水に色仕掛けをコミカルに行う事も多い。『必殺仕置屋稼業』では主水を誘う女郎役の二役を演じているが、その際は「おめぇみたいなババァはお断り」と跳ね除けられている。白木が『いつみても波瀾万丈』に出演した際はりつについて「夫を愛しているが母親の手前、つい厳しくしてしまう」と発言している。
白木は芸能界への復帰ということで、心機一転を込めて改名した直後にりつ役の話が来た。『必殺仕置人』出演に当たり、芸名を変えたように見えるが実際は出演と改名に直接の関係は無い。

## 登場作品

### テレビシリーズ
- 必殺仕置人（1973年）
- 暗闇仕留人（1974年）
- 必殺仕置屋稼業（1975年）
- 必殺仕業人（1976年）
- 新・必殺仕置人（1977年）
- 江戸プロフェッショナル・必殺商売人（1978年）
- 必殺仕事人（1979年 - 1981年）
- 新・必殺仕事人（1981年 - 1982年）
- 必殺仕事人III（1982年 - 1983年）
- 必殺仕事人IV（1983年 - 1984年）
- 必殺仕事人V（1985年）
- 必殺仕事人V・激闘編（1985年 - 1986年）
- 必殺仕事人V・旋風編（1986年 - 1987年）
- 必殺仕事人V・風雲竜虎編（1987年）
- 必殺剣劇人（1987年）第8話「あばよ！」
- 必殺仕事人・激突!（1991年 - 1992年）
- 必殺仕事人2009（2009年）※せんは下記のスペシャルのみ登場、りつはスペシャルと最終回に登場

### テレビスペシャル
- 特別編必殺仕事人 恐怖の大仕事 水戸・尾張・紀伊（1981年正月）
- 必殺シリーズ10周年記念スペシャル 仕事人大集合（1982年秋）
- (秘) 必殺現代版 主水の子孫が京都に現われた 仕事人vs暴走族（1982年大晦日、子孫の中村せん・りつ子として）
- 年忘れ必殺スペシャル 仕事人アヘン戦争へ行く 翔べ!熱気球よ香港へ（1983年末）
- 必殺仕事人意外伝 主水、第七騎兵隊と闘う 大利根ウエスタン月夜（1985年正月）
- 新春仕事人スペシャル 必殺忠臣蔵（1987年正月）
- 必殺仕事人ワイド 大老殺し 下田港の殺し技珍プレー好プレー（1987年秋）
- 必殺ワイド・新春 久しぶり!主水、夢の初仕事 悪人チェック!!（1988年正月）
- お待たせ必殺ワイド 仕事人vs秘拳三日殺し軍団 主水、競馬で大穴を狙う!?（1988年秋）
- 必殺スペシャル・新春 決定版!大奥、春日野局の秘密 主水、露天風呂で初仕事（1989年正月）
- 必殺スペシャル・春一番 仕事人、京都へ行く 闇討人の謎の首領!（1989年春）
- 必殺スペシャル・秋 仕事人vs仕事人 徳川内閣大ゆれ! 主水にマドンナ（1989年秋）
- 必殺スペシャル・新春 大暴れ仕事人! 横浜異人屋敷の決闘（1990年正月）
- 必殺スペシャル・春 勢ぞろい仕事人! 春雨じゃ、悪人退治（1990年春）
- 必殺スペシャル・秋! 仕事人vsオール江戸警察（1990年秋）
- 必殺スペシャル・新春 せんりつ誘拐される、主水どうする? 江戸政界の黒幕と対決!純金のカラクリ座敷（1992年正月）
- 必殺仕事人2007 （2007年7月7日）
- 必殺仕事人2009（2009年1月4日）

### 舞台
せんは「必殺ぼたん燈籠」を最後に、舞台に出演していない。
- 藤田まこと特別公演「新・必殺仕置人」（1977年、新歌舞伎座）
- 納涼必殺まつりシリーズ（1981年 - 1987年の8月下旬、京都南座）
  - 必殺女ねずみ小僧（1981年）
  - 必殺・鳴門の渦潮（1982年、それに先駆けて名鉄ホールで上演された）
  - 必殺ぼたん燈籠（1983年）
  - からくり猫屋敷（1984年）
  - 琉球蛇皮線恨み節（1985年）
  - 女・稲葉小僧（1986年）
  - 地獄花（1987年）
- 藤田まこと特別公演「必殺仕事人 中村主水参上!（地獄花改め）」（1988年、梅田コマ・スタジアム）
- 藤田まこと特別公演「必殺仕事人 主水、大奥に参上!」（1989年、梅田コマ・スタジアム → 新宿コマ劇場 → 1991年、名鉄ホール）
- 藤田まこと特別公演「必殺仕事人 地獄花」（1990年、名鉄ホール）
- 南座八月公演「必殺/中村主水、大奥に参上!」（1996年、京都南座）
- 藤田まこと特別公演「必殺仕事人/主水、大奥に参上!」（1997年、新宿コマ劇場 → 1998年、中日劇場 → 劇場飛天 → 1999年、全国巡業 → 2002年、明治座）

### 劇場映画
- 必殺! THE HISSATSU（1984年）
- 必殺! ブラウン館の怪物たち（1985年）
- 必殺! III 裏か表か（1986年）
- 必殺4 恨みはらします（1987年）
- 必殺!5 黄金の血（1991年）
- 必殺! 主水死す（1996年）

### パチンコ機
いずれも京楽産業.から発売。
- CR必殺仕事人激闘編（2003年、せんのみ）
- CRぱちんこ必殺仕事人III（2007年）
- CRぱちんこ必殺仕事人III桜バージョン（2008年）
- CRAぱちんこ必殺仕事人III 祭バージョン（2009年）
- CRAびっくりぱちんこ必殺仕事人III 竜バージョン15（2010年）
- CRぱちんこ必殺仕事人IV（2011年）